# Eidgenössische Volksinitiative «Ja zu einer unabhängigen, freien Schweizer Währung mit Münzen oder Banknoten (Bargeld ist Freiheit)»
Mit der Eidgenössischen Volksinitiative «Ja zu einer unabhängigen, freien Schweizer Währung mit Münzen oder Banknoten (Bargeld ist Freiheit)»
wollen die Initianten erreichen, dass Bargeld in Schweizer Währung (gegenwärtig Schweizer Franken) auch in Zukunft in ausreichendem Mass für die Bevölkerung verfügbar bleibt. Falls anstelle des Schweizer Frankens eine andere Währung eingeführt werden sollte, wäre dafür eine Eidgenössische Volksabstimmung erforderlich.

## Initiative
Die Initianten verweisen darauf, dass eine Abschaffung des Bargelds folgende Gefahren mit sich bringen könnte:
- erhöhte Abhängigkeit von technischen Systemen wie Kartenlesegeräten, Datennetzen und der Stromversorgung
- keine Alternative bei Ausfall von Zahlungssystemen durch Hackerangriffe
- mehr Überwachung durch Staat und Geldinstitute und dadurch eingeschränkte Unabhängigkeit (gläserne Bürger)
- Eingriffsmöglichkeit für die Schweizerische Nationalbank mit erheblichen Negativzinsen auf Bankguthaben
- Verlust eines Teils der Schweizer Kultur.[2]

### Initiativkomitee und Zustandekommen
Das Komitee Bargeld ist Freiheit ist Teil der Freiheitlichen Bewegung Schweiz (FBS), hat diese Initiative formuliert, die Unterschriftensammlung am 17. August 2021 gestartet und durchgeführt. Präsident ist Richard Koller, ehemaliger SVP-Politiker.
Die Initiative ist am 9. März 2023 mit 136'767 gültigen Stimmen zustande gekommen und wird vom Bundesrat sowie anschliessend dem Schweizer Parlament behandelt werden.

### Wortlaut der Initiative
Die Bundesverfassung wird wie folgt geändert:
1bis Der Bund stellt sicher, dass Münzen oder Banknoten immer in genügender Menge zur Verfügung stehen.

## Stellungnahmen

### Befürworter des Beibehaltens von Bargeld
Das Speichern von Bargeld, insbesondere von Banknoten, zum Schutz des eigenen Vermögens vor Insolvenz von Geschäftsbanken oder zum Selbstschutz vor dem übergriffigen Staat seien Motive für die Verwendung von Bargeld. Auch als Alternative zum Entrichten von Negativzinsen auf Guthaben bei Girokonten von Geschäftsbanken habe Bargeldhalten seine Bedeutung bewiesen.
Ältere Leute wollen wie bisher mit Bargeld bezahlen können. Viele sträuben sich gegen den Zwang zur Verwendung von Debitkarten, Kreditkarten oder elektronischem Geld wie Digitalwährungen.

### Gegner des Beibehaltens von Bargeld
Mit Einschränkung oder Abschaffung von Bargeld könne man die Schattenwirtschaft und die Kriminalität bekämpfen. Auch seien elektronische Zahlungsmittel kostengünstiger. Der Weltwährungsfonds propagiere, dass jede Notenbank eine Digitalwährung herausgeben solle, mit der die Leute ihre Zahlungen erledigen sollten. Gleichzeitig würde das Notenbankgeld gegenüber dem digitalen Geld schrittweise abgewertet. Das Bargeld würde damit zu einem zweitklassigen Zahlungsmittel, das mit der Zeit niemand mehr haben möchte.
Der emeritierte Wirtschaftsprofessor Peter Bofinger bezeichnet Bargeld als einen Anachronismus. Zudem sei die Existenz von Bargeld ein Hindernis für die Durchsetzung der Geldpolitik von Notenbanken.

### Stellungnahme des Bundesrats und des Parlaments
In seiner Sitzung vom 17. Mai 2023 hat der Bundesrat einen direkten Gegenentwurf zur Initiative angekündigt. Dieser Gegenvorschlag sei nötig, weil der Initiativtext Interpretationsspielraum bezüglich der Verfügbarkeit von Bargeld offen lasse und zu Rechtsunsicherheit führen könne. Zudem sei diese erste Forderung bereits durch bestehende Bestimmungen erfüllt. Die zweite Forderung bezüglich dem Schweizer Franken als einziger nationaler Währung werde neu durch den Satz Die Schweizerische Währungseinheit ist der Franken in der Bundesverfassung gewährleistet. Der Bundesrat hat an seiner Sitzung vom 26. Juni 2024 seinen Gegenentwurf präzisiert, indem der Zusatz Die Schweizerische Nationalbank gewährleistet die Bargeldversorgung ergänzt wird.
Die Kommission für Wirtschaft und Abgaben des Schweizer Nationalrats lehnt die Initiative ab. Den vom Bundesrat vorgeschlagenen direkten Gegenvorschlag will sie minimal abändern.